# Graziella Santini
Graziella Santini (23 luglio 1960) è un'ex lunghista sammarinese.

## Biografia
Nata nel 1960, ad ancora 15 anni ha partecipato ai Giochi olimpici di Montréal 1976, nella gara di salto in lungo, uscendo nel turno di qualificazione, chiuso al 29º posto con 4,90 m. È la più giovane sportiva sammarinese di sempre ad aver partecipato ad un'Olimpiade.
L'anno successivo ha ottenuto il suo record personale, saltando 5,67 m.

## Palmarès
| Anno | Manifestazione  | Sede     | Evento         | Risultato | Prestazione | Note |
| ---- | --------------- | -------- | -------------- | --------- | ----------- | ---- |
| 1976 | Giochi olimpici | Montréal | Salto in lungo | 29ª (q)   | 4,90 m      |      |